# Burn Out (album)
Burn Out è il secondo album pubblicato dalla band pop punk Slick Shoes nel 1998.

## Tracce
1. For Better, For Worse
2. East On Tracks
3. The Last Round
4. Fool Me No More
5. Late Night Showing
6. Away With You
7. When Does It End?
8. Responsible
9. Call For Ambulance
10. Fulfilling
11. Clenched Fists/Black Eyes
12. Parting Ways
13. Learn To Unlearn